# Nederlands publiek omroepbestel
Het Nederlandse publieke omroepbestel is het geheel van organisaties die tezamen zorg dragen voor het aanbod van en op de publiek gefinancierde Nederlandse radiozenders en televisiekanalen en de daarbij behorende websites. Het Nederlandse landelijke publieke omroepbestel bestaat uit de stichting Nederlandse Publieke Omroep (NPO) en publieke omroeporganisaties, waarvan de eerste dateren van rond de jaren 1920. De Mediawet regelt hoe de zendtijd wordt verdeeld, waarbij de leiding in handen ligt van de raad van bestuur van de NPO. Naast de landelijke omroepen zijn er regionale omroepen en lokale omroepen.

## Geschiedenis tot 2006
De eerste voor het publiek bestemde radio-uitzendingen in Nederland waren die van radio-pionier Idzerda met zijn zender PCGG. Dit betrof echter een particulier initiatief. In de jaren 1920 werden de eerste omroepverenigingen opgericht. Het publieke omroepbestel in Nederland begon feitelijk met het Zendtijdbesluit van 1930. Hierin werd geregeld welke organisaties gemachtigd waren openbare radio-uitzendingen te maken. Die organisaties moesten kunnen aantonen dat zij een bepaalde maatschappelijke stroming vertegenwoordigden. De Nederlandse publieke omroep werd zo een voorbeeld van de verzuilde Nederlandse maatschappij, waarbij de vier grote omroepen een duidelijke signatuur hadden: de AVRO was algemeen (liberaal), de NCRV protestants, de KRO rooms-katholiek en de VARA socialistisch.
Pogingen om tot een echte nationale omroep te komen, naar het model van bijvoorbeeld de Britse BBC, zijn nooit geslaagd. Wel voerde de Duitse bezetter in 1941 gedwongen een nationale omroep in, maar vrij snel na de oorlog keerde men terug naar het vooroorlogse bestel.

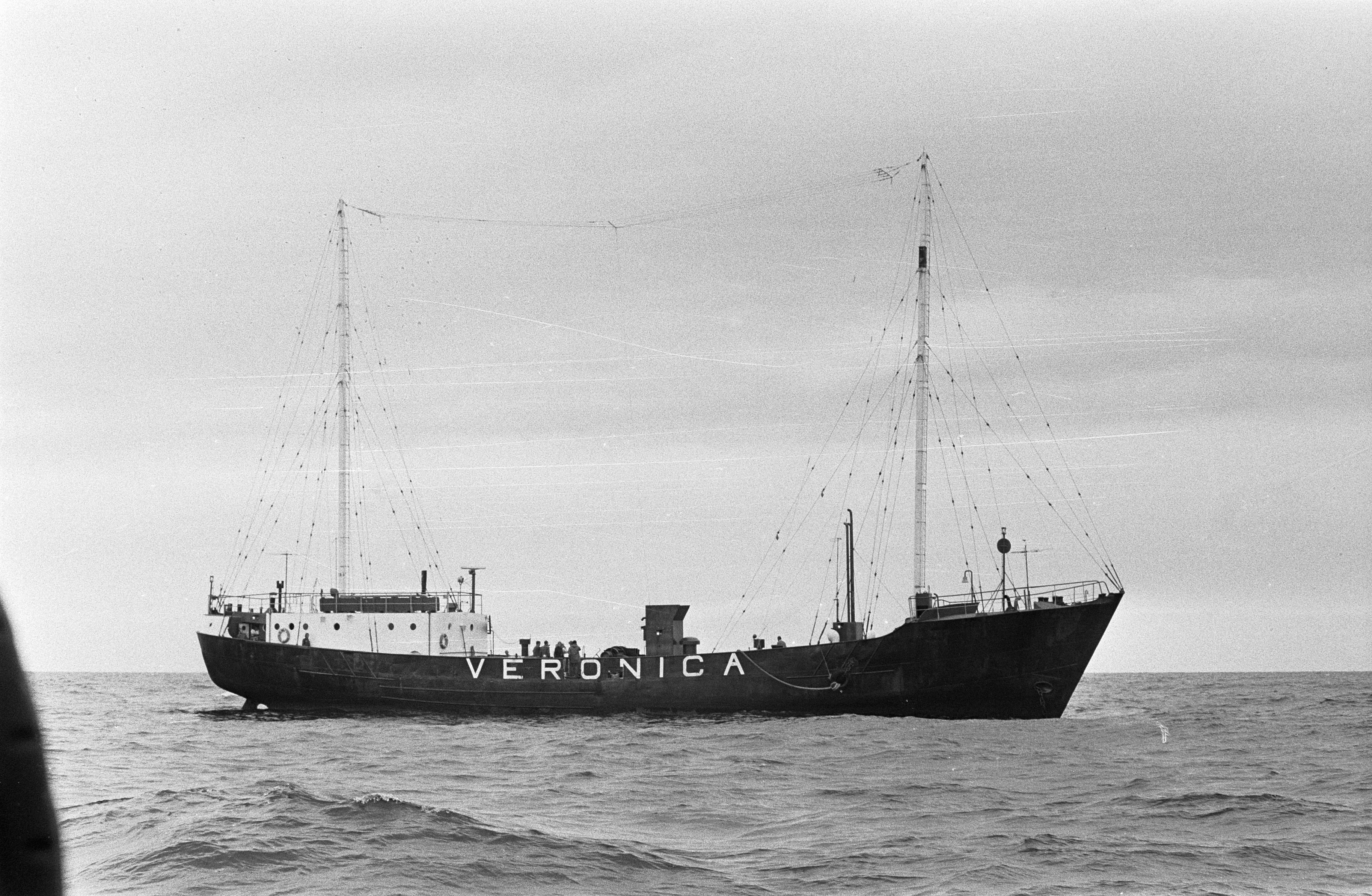
Het zendschip van Radio Veronica (1974).

Commerciële avonturen van zeezenders buiten de Nederlandse territoriale wateren zorgden wel voor enige verandering in het bestel in de jaren 60. De zeezenders werden door de overheid verboden, maar er kwam wel ruimte in het bestel voor nieuwe zendgemachtigden: het werd van een gesloten bestel in een open bestel getransformeerd. Wie voldoende leden had, kon in principe een status als zendgemachtigde verkrijgen. Ook werd voor het eerst reclame op de publieke omroep toegestaan, geëxploiteerd door de STER. De bekendste twee zeezenders, TV Noordzee en Radio Veronica, kwamen uiteindelijk als omroepvereniging in het publieke bestel terecht, respectievelijk als TROS (1966) en VOO (Veronica, 1976). Het open bestel maakte ook de weg vrij voor de Evangelische Omroep, die vanaf 1970 uitzond.
Vanaf de jaren 1990 kreeg de publieke omroep concurrentie van commerciële omroepen. Veronica trad in 1995 uit het bestel, om als commerciële omroep verder te gaan. Enkele jaren later trad BNN, voortgekomen uit datzelfde Veronica, juist toe tot het publieke bestel.
Nog tot na 2000 hadden televisieomroepen een eigen 'thuisnet'. Zo vond men begin jaren 1990 op Nederland 1 de KRO, de NCRV en de AVRO; Nederland 2 was het thuisnet voor TROS, Veronica en EO, en op Nederland 3 zonden VARA, VPRO en NOS uit. De radiozenders waren al meer thematisch ingedeeld, met Radio 1 voor nieuws, actualiteiten en sport, Radio 2 voor lichte muziek, Radio 3 voor popmuziek, Radio 4 voor klassieke muziek en Radio 5 voor het gesproken woord.

## Omroepmodel na 2006
In april 2004 werd een kritisch rapport gepresenteerd over het functioneren van de publieke omroep. "De publieke omroep maakt onvoldoende werk van een gemeenschappelijke visie en strategie voor de publieke omroep als geheel." Doordat omroepen elk hun eigen vaste 'thuisnet' hadden, ontstonden soms leegtes in de programmering. De omroepen konden of wilden een bepaald programma niet leveren. Naar aanleiding van dit rapport werd geadviseerd om netstatuten op te heffen en de netcoördinatoren meer macht te geven.
Sinds het seizoen 2006-2007 werkt de Nederlandse publieke omroep op landelijk niveau met een programmeringsmodel waarbij de regie bij de NPO ligt. Omroepen hebben hierbij geen 'thuisnet' en de NPO bepaalt per programma op welke zender het uitgezonden zal worden. Organisaties die mogen uitzenden op de landelijke radio- en tv-zenders zijn de aangewezen taakomroepen, enkele (kerk)genootschappen en de zendgemachtigde omroepverenigingen.

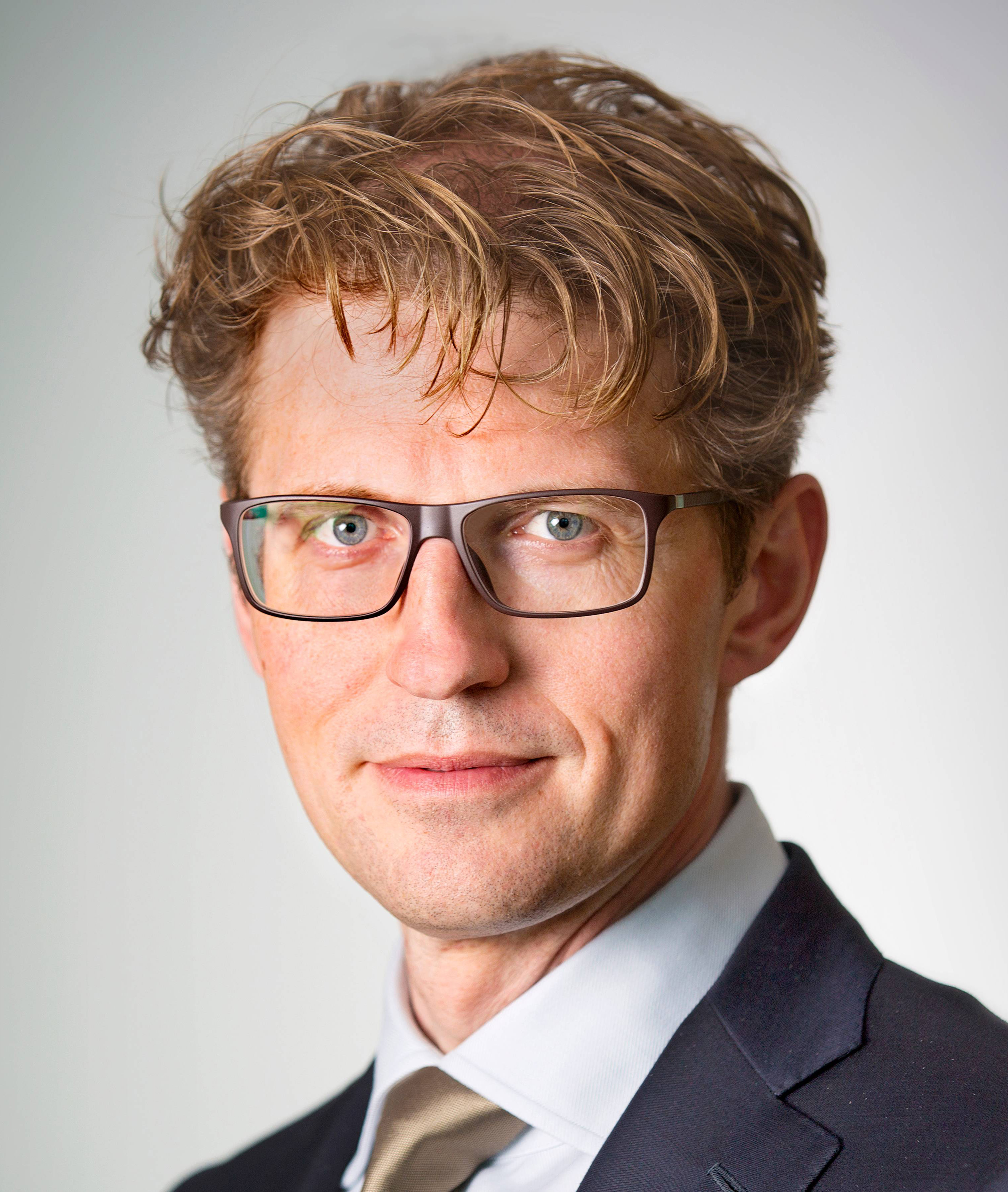
Sander Dekker in 2016.

Per 2016 werd het aantal omroepen teruggebracht van 21 naar acht. Met de erkenningsperiode vanaf 2016 zal het aantal omroepverenigingen teruggebracht worden naar zes. Daarnaast blijven twee taakomroepen bestaan. Genootschappen werden geacht zich aan te sluiten bij een omroepvereniging. In oktober 2014 kondigde staatssecretaris Sander Dekker hervormingen aan die uiterlijk 1 januari 2016 ingevoerd zouden worden. De afzonderlijke omroepen zouden meer verantwoordelijkheden moeten overdragen aan de NPO. Zo zouden de programmarechten bij de NPO komen te liggen. Tevens zouden programmamakers meer mogelijkheden krijgen om hun programma's aan te bieden en zouden regionale omroepen meer zendtijd krijgen op de publieke zenders.
Op 14 juni 2019 kondigde minister Arie Slob middels een Kamerbrief grote wijzigingen in het bestel aan. De belangrijkste punten waren: 
- Op NPO 3 zullen ook programma's van de regionale omroep worden uitgezonden.
- Voor 20.00 uur mag geen STER-reclame meer worden uitgezonden. Online verdwijnen alle commercials.
- Het aantal themakanalen op radio en tv moet teruggebracht worden.
- NTR en NOS moeten bestuurlijk gaan samenwerken en/of samengaan.
- De ledeneis voor aspirant-omroepen (op dat moment WNL, PowNed en HUMAN) wordt verlaagd van 150.000 naar 50.000. Voor bestaande omroeporganisaties daalt de eis naar 100.000 leden.

Shula Rijxman, destijds voorzitter van de Stichting NPO, reageerde geschokt op de plannen. "Als deze bezuiniging doorgaat, dan gaat het op vele fronten vele titels raken".

## Ontwikkelingen sinds 2022

Logo Ongehoord Nederland.

In 2022 traden de nieuwe omroepen omroep ZWART en Ongehoord Nederland het publieke bestel binnen. In februari 2022 begon Ongehoord Nederland met het uitzenden van het programma Ongehoord Nieuws. In dat programma kreeg vooral extreemrechts een podium en werden er veel onwaarheden en nepnieuws uitgezonden op de publieke televisie. Door deze acties kwam het debat over het publieke bestel weer onder de aandacht.
Vanwege de problematiek rondom Ongehoord Nederland werd in september 2022 de commissie Advies Publieke Omroep opgericht, met Pieter van Geel als voorzitter. In september 2023 publiceerde de commissie haar rapport Eenheid in veelzijdigheid, waarin de commissie concludeerde dat het omroepsysteem ‘niet meer aansluit bij de huidige maatschappij omdat het bestel stamde uit de tijd van de verzuiling, waar nu echter geen sprake meer van is’.
In februari 2024 publiceerde de commissie-Van Rijn het rapport Niets gezien, niets gehoord en niets gedaan, over het grensoverschrijdend gedrag binnen de publieke omroep. Ook deze commissie was van mening dat er gekeken moest worden naar het eventuele hervormen van het bestel, omdat door de concurrentiestrijd tussen de omroepen de onveilige werksfeer alleen versterkt wordt.

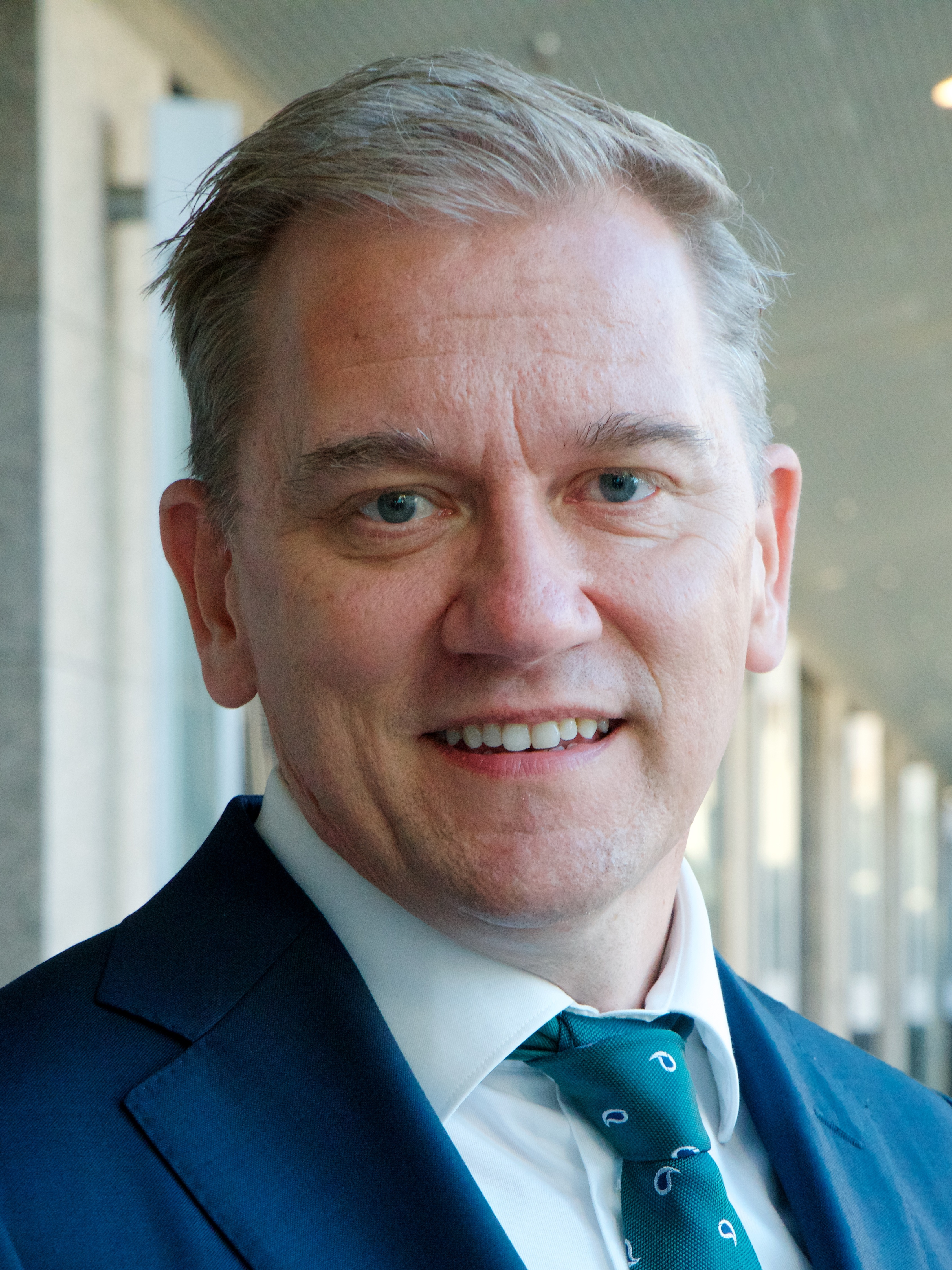
Eppo Bruins in 2018.

Tijdens de kabinetsformatie van 2024 lag de publieke omroep onder vuur. De formerende partijen PVV, VVD, NSC en BBB wilde namelijk de publieke omroep grondig hervormen. De partijen verschilden wel van mening. Zo stelde NSC voor NPO 3 te verwijderen en was de BBB juist een voorstander van een BBC-model. Toen het kabinet-Schoof haar regeerprogramma presenteerde, reageerde de NPO opgelucht. In het regeerprogramma werd beschreven dat de publieke omroep zich moet richten op een breed, betrouwbaar aanbod dat alle lagen van de samenleving bereikt. Daarnaast bevestigde de regering de noodzaak van hervormingen binnen de NPO.
Op 4 april 2025 maakte minister Eppo Bruins zijn plannen bekend voor het hervormen van de publieke omroep. Zo moeten omroepen met een gemeenschappelijk profiel samen gaan werken in 'omroephuizen', om zo het aantal omroepen te laten dalen. Daarnaast blijft de NOS bestaan, maar wordt de NTR opgeheven. Ook zal het omroepbestel gesloten worden voor nieuwkomers. De reacties op Bruins' plannen waren gemengd. Over het algemeen zijn de omroepen voor het plan van de 'omroephuizen', maar er was wel verontwaardiging over het plan om de NTR te saneren. NTR-directeur Lucas Goes zei in een reactie boos te zijn over het plan van de minister. Een kamermeerderheid is voorstander voor een fusie tussen de NOS en de NTR waardoor de NTR-programma's behouden worden. Op 8 april werd bekend dat AVROTROS en PowNed het eerste omroephuis zullen vormen. Deze twee omroepen werken al gezamenlijk op ICT-, justitieel, financieel en HR-gebied.

## Landelijke omroeporganisaties
De omroeporganisaties maken programma's waarvan de raad van bestuur van de NPO de plaatsing bepaalt. Hieronder vallen de taakomroepen en de zendgemachtigde omroepverenigingen en (kerk)genootschappen.

### Taakomroepen
De taakomroepen zijn omroeporganisaties die een in de Mediawet genoemde taakstelling hebben. Hieronder vallen de NOS, die tot taak heeft het brengen van brede, onafhankelijke nieuwsvoorziening, en de NTR, die kunst en cultuur, minderheden, jeugd, educatie en achtergrondjournalistiek brengt.

### Omroepverenigingen
De zendgemachtigde omroepverenigingen (ook wel ledenomroepen) zijn verenigingen die aanspraak maken op zendtijd bij voldoende leden. Daarnaast moeten ze volgens voorwaarden gesteld in de Mediawet een maatschappelijke, culturele, godsdienstige of geestelijke stroming vertegenwoordigen en een toegevoegde waarde leveren aan het (bestaande) Nederlandse omroepbestel. De hoeveelheid zendtijd wordt toegewezen naar omroepstatus, bepaald naar het aantal leden.

#### Erkenning

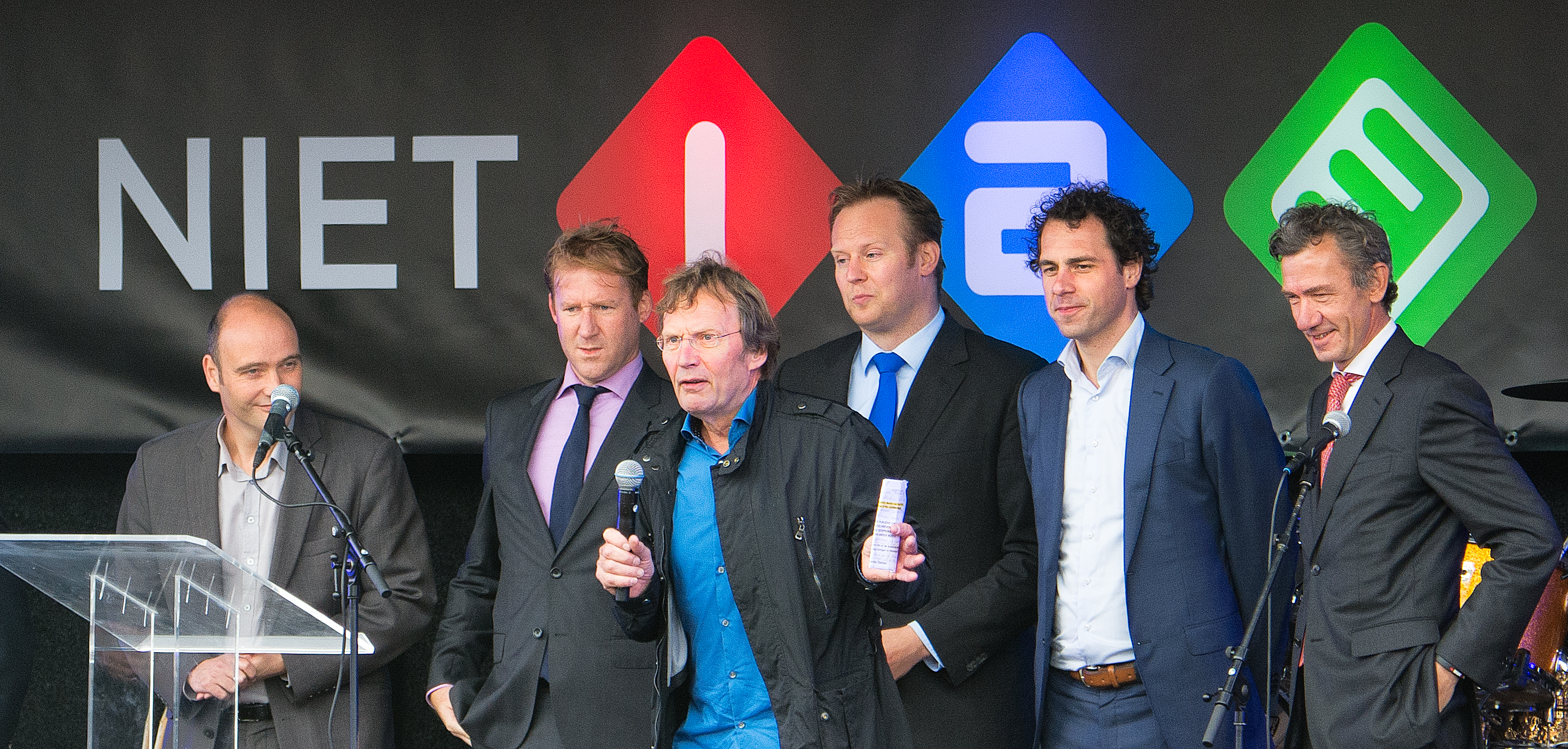
Cees Grimbergen interviewt de politieke partijen tijdens een demonstratie tegen bezuinigingen bij de omroepen op het Malieveld in Den Haag op 9 oktober 2013.

Voor de erkenningsperiode van 1 september 2010 tot 1 september 2015 bleken alle bestaande omroepen op de peildatum voor de ledentelling, 1 april 2009, voldoende leden te hebben om hun zendmachtiging te behouden. Ook behaalden de twee nieuwe omroepen PowNed en Wakker Nederland het vereiste aantal van 50.000 leden om te mogen toetreden tot het bestel als aspirant-omroep. De aspirant-omroepen MAX en LLiNK behaalden de benodigde ondergrens van 150.000 leden. Desondanks werd de uitzendlicentie van LLiNK niet verlengd. Verder werden de licenties voor Nederlandse Islamitische Omroep en Nederlandse Moslim Omroep en later het nieuwe Omroep Universele Moslim Associatie ingetrokken voor de nieuwe erkenningsperiode.
Aangezien de rijksmediabijdrage per 2015 met 200 miljoen euro werd verminderd, wordt het aantal omroepen per 2016 teruggebracht van 21 naar acht. Een wetswijziging bepaalt dat de Minister voor de erkenningsperiode vanaf 2016 maximaal zes omroeporganisaties erkenning kan verlenen. Een omroeporganisatie kan een omroepvereniging zijn of een samenwerkingsomroep bestaande uit meerdere omroepverenigingen. De stichting NPO stelde in 2011 een '3-3-2-model' voor. Daarin wordt uitgegaan van drie zelfstandige omroepverenigingen (VPRO, MAX en EO), drie samenwerkingsomroepen (AVROTROS, BNN/VARA en KRO-NCRV) en twee taakomroepen (NOS en NTR). AVROTROS en KRO-NCRV geven alle programma's de titel van de fusieomroep. Bij KRO-NCRV is er één uitzondering. De programma's speciaal gericht op katholieken krijgen het logo KRO en programma's voor protestanten het logo van NCRV. BNN-VARA is gefuseerd, maar laat de meeste programma's vallen onder of BNN (jongeren) of VARA (wat ouder publiek). Andere omroepen worden geacht zich aan te sluiten bij een van de zes omroeporganisaties. Voor de erkenningsperiode vanaf 2016 geldt dat iedere omroeporganisatie ten minste 150.000 leden moet hebben. Voor de samenwerkingsomroepen geldt dat iedere afzonderlijke omroep meer dan 50.000 leden moet hebben. De peildatum voor het ledenaantal is gesteld op 1 april 2014.
Wel is er nog steeds plaats voor voorlopige erkenningen aan aspirant-omroepen en ook WNL en PowNed kunnen in principe een verlengde aspirantstatus aanvragen in plaats van zich bij een van de zes andere ledenomroepen aan te sluiten. Vanuit de Nederlandse politiek gaan wel stemmen op voor een negende uitzendlicentie, die het voor aspirant-omroepen mogelijk houdt om toe te treden tot het bestel.
PowNed gaf in 2011 aan niet veel te zien in de nieuwe structuur en liever als productiehuis door te gaan, maar onderzocht in 2014 toch opties om met andere omroepen samen te werken. WNL wil samenwerken met Omroep MAX.

### Overige omroeporganisaties
- De Stichting Etherreclame (STER) verzorgt de uitzendingen van reclame op de televisiezenders, radiostations en websites van de Stichting NPO. De inkomsten vloeien naar de mediabegroting van het ministerie van OCW waarmee de publieke omroepen, het Nederlands Instituut voor Beeld en Geluid, koren en orkesten worden gefinancierd.[25] Twee leden van de raad van bestuur van de NOS zetelen in het bestuur van de Stichting Etherreclame.
- Sinds 1947 kent Nederland Zendtijd voor Politieke Partijen,[26] met in 1959 de eerste uitzending op televisie,[27] waarin politieke partijen de ruimte krijgen om hun standpunten te communiceren.[28] Dit programma (te herkennen aan de afkorting PP) bestaat uit promotiefilmpjes van Nederlandse politieke partijen op kanalen van de landelijke publieke omroep. Voorwaarde is dat een politieke partij tijdens de Tweede Kamerverkiezingen vertegenwoordigd is in alle Nederlandse kieskringen. Het Commissariaat voor de Media wijst de zendtijd toe op advies van een Kiesraad.[29]
- Socutera is een omroeporganisatie die zorgdraagt voor het aanbod van beeldmateriaal over goede doelen met een CBF-keurmerk. De organisatie produceert niet zelf. Goedgekeurde spotjes worden uitgezonden in de zendtijd van de NOS (6,5 uur per jaar). Sinds 2008 is Socutera ondergebracht bij het VFI, de branchevereniging voor goede doelen.[30]
- De regionale omroep Omrop Fryslân heeft zendtijd op de landelijke zenders voortvloeiend uit het uitvoeringsconvenant Friese taal en cultuur 2009.[31]
- De Radio Nederland Wereldomroep maakte geen deel uit van het Nederlandse Publieke Omroepbestel. Zij was tot 2012 een Nederlandse internationale publieke omroep voor uitzendingen gericht op het buitenland en staat buiten het landelijke stelsel. Deze taak is per 2012 overgegaan naar de NPO die dat met BVN invulling blijft geven.

Omrop Fryslân, PP en Socutera vallen onder de zendtijd van de NOS.

### Huidige situatie
Het publieke bestel bestaat op dit moment uit de volgende omroepen:
| Omroep | Omroep                                | Status              | Doelgroep of onderwerp                                                                                             | Leden (2021) |
| Logo   | Naam                                  | Status              | Doelgroep of onderwerp                                                                                             | Leden (2021) |
| ------ | ------------------------------------- | ------------------- | --- | ------------ |
|        | AVROTROS – PowNed                     | Samenwerkingsomroep | AVROTROS: Liberaal – PowNed: Jongeren, rechts                                                                      | 373.000      |
|        | MAX – WNL                             | Samenwerkingsomroep | MAX: Senioren – WNL: Rechts-conservatief                                                                           | 468.000      |
|        | VPRO – HUMAN                          | Samenwerkingsomroep | VPRO: Links-progressief – HUMAN: Humanistisch                                                                      | 364.000      |
|        | BNNVARA                               | Zelfstandige omroep | Kansengelijkheid                                                                                                   | 407.000      |
|        | KRO-NCRV                              | Zelfstandige omroep | Christelijk | 405.000      |
|        | EO                                    | Zelfstandige omroep | Orthodox-protestants                                                                                               | 320.000      |
|        | ON!                                   | Aspirant-omroep     | Radicaal-rechts | 55.000       |
|        | ZWART                                 | Aspirant-omroep     | Inclusiviteit | 58.000       |
|        | NOS (+ Omrop Fryslân, PP en Socutera) | Taakomroep          | Actualiteit, nieuws, sport (Omrop Fryslân: Friese taal en cultuur, PP: Politieke partijen, Socutera: Goede doelen) | n.v.t.       |
|        | NTR                                   | Taakomroep          | Cultuur, onderwijs, samenleving                                                                                    | n.v.t.       |
|        | Ster                                  | Overig              | Reclame | n.v.t.       |

### Ondersteunende organisaties
- Het Nederlands Instituut voor Beeld en Geluid beheert het archief van alle programma's.
- De stichting Muziekcentrum van de Omroep is de overkoepelende organisatie van de muziekgezelschappen van de publieke omroep.

### Voormalige omroepen

#### Ledenomroepen
| Omroep | Omroep | Doelgroep of onderwerp | Periode     | Opmerking                           |
| Logo   | Naam   | Doelgroep of onderwerp | Periode     | Opmerking                           |
| ------ | ------ | ---------------------- | ----------- | ----------------------------------- |
|        | AVRO   | Liberaal               | 1927 - 2014 | Gefuseerd tot AVROTROS              |
|        | BNN    | Jongeren               | 1998 - 2017 | Gefuseerd tot BNNVARA               |
|        | KRO    | Katholiek              | 1925 - 2021 | Gefuseerd tot KRO-NCRV              |
|        | LLiNK  | Natuur/milieu          | 2005 - 2010 | Erkenning ingetrokken               |
|        | NCRV   | Protestants            | 1924 - 2021 | Gefuseerd tot KRO-NCRV              |
|        | TROS   | Amusement              | 1964 - 2014 | Gefuseerd tot AVROTROS              |
|        | VARA   | Socialistisch          | 1925 - 2017 | Gefuseerd tot BNNVARA               |
|        | VOO    | Jongeren               | 1975 - 1995 | Verdergegaan als commerciële omroep |

#### Taakomroepen
| Omroep | Omroep                         | Doelgroep of onderwerp           | Periode     | Opmerking                              |
| Logo   | Naam                           | Doelgroep of onderwerp           | Periode     | Opmerking                              |
| ------ | ------------------------------ | -------------------------------- | ----------- | -------------------------------------- |
| n.v.t  | NOT                            | Onderwijs                        | 1963 - 1996 | Gefuseerd tot Teleac/NOT               |
|        | NPS                            | Cultuur, informatie, minderheden | 1995 - 2010 | Afgesplitst van NOS, gefuseerd tot NTR |
|        | NTS                            | Televisie (nieuws, sport)        | 1951 - 1969 | Gefuseerd tot NOS                      |
| n.v.t  | RNIO                           | Nationale omroep                 | 1946 - 1947 | Vervangen door omroepverenigingen      |
| n.v.t  | RVU                            | Educatie                         | 1932 - 2010 | Gefuseerd tot NTR                      |
| n.v.t  | Teleac (1996-2009: Teleac/NOT) | Educatie                         | 1963 - 2010 | Gefuseerd tot NTR                      |

#### Genootschappen
In Nederland waren enkele genootschappen tot 2016 zendgemachtigd. In de Mediawet 2008 worden deze aangeduid als 2.42-omroepen. Ze vertegenwoordigen kerkgenootschappen en genootschappen op geestelijke grondslag. In de Mediawet van voor 2008 heetten deze omroepen '39f-omroepen'.
De 2.42-omroepen zijn per 2016 verdwenen. IKON, ZvK en de Joodse Omroep zijn gaan samenwerken met de Evangelische Omroep. RKK en BOS sloten zich aan bij KRO-NCRV. OHM en de Moslim Omroep zijn gaan vallen onder taakomroep NTR. HUMAN is verdergegaan als ledenomroep. Voor een status als aspirant-omroep behaalde ze in maart 2014 de benodigde 50.000 leden.
| Omroep | Omroep                  | Doelgroep of onderwerp      | Periode     | Opmerking                                 |
| Logo   | Naam                    | Doelgroep of onderwerp      | Periode     | Opmerking                                 |
| ------ | ----------------------- | --------------------------- | ----------- | ----------------------------------------- |
| n.v.t  | BOS                     | Boeddhistisch               | 2001 - 2015 | Aangesloten bij KRO-NCRV                  |
| n.v.t  | CvK                     | Protestantse kerkverbanden  | 1957 - 1975 | Gefuseerd tot IKON                        |
| n.v.t  | HUMAN                   | Humanistisch                | 1989 - 2015 | Verdergegaan als ledenomroep              |
|        | IKON                    | Christenen en progressieven | 1976 - 2015 | Fusie van CvK en IKOR, aangesloten bij EO |
| n.v.t  | IKOR                    | Protestantse kerkverbanden  | 1946 - 1975 | Gefuseerd tot IKON                        |
|        | JO (tot 2000: NIKmedia) | Joods                       | 1973 - 2015 | Aangesloten bij EO                        |
| n.v.t  | MO                      | Islamitisch                 | 2013 - 2015 | Aangesloten bij NTR                       |
| n.v.t  | NIO                     | Islamitisch                 | 2005 - 2009 | Gedeelde taak met NMO                     |
|        | NMO                     | Islamitisch                 | 1993 - 2009 | Vanaf 2005 gedeelde taak met NIO          |
| n.v.t  | OHM                     | Hindoeïstisch               | 1993 - 2015 | Aangesloten bij NTR                       |
|        | RKK                     | Rooms-katholiek             | 1956 - 2015 | Aangesloten bij KRO-NCRV                  |
|        | ZvK                     | Gereformeerd/evangelisch    | 1976 - 2015 | Aangesloten bij EO                        |

## Financiering
De Nederlandse publieke omroep wordt gefinancierd door het Ministerie van OCW. Naast een jaarlijkse bijdrage van het OCW genereert de NPO zelf ook inkomsten, zoals distributie-inkomsten, rechtenvergoedingen en inkomsten uit programmagegevens. Reclame-inkomsten worden gegenereerd door de STER. De STER draagt deze inkomsten niet direct af aan de NPO, maar aan het Ministerie van OCW.
| Jaar | Directe OCW-middelen | STER-afdrachten | Totaal Mediabudget |
| ---- | -------------------- | --------------- | ------------------ |
| 2011 | 916,7                | 202,3           | 1119,0             |
| 2012 | 902,3                | 201,3           | 1103,6             |
| 2013 | 867,4                | 197,3           | 1064,7             |
| 2014 | 826,8                | 190,0           | 1016,8             |
| 2015 | 802,2                | 188,0           | 990,2              |
| 2016 | 798,6                | 183,0           | 981,6              |
| 2017 | 783,2                | 173,0           | 956,2              |
| 2018 | 812,0                | 173,0           | 985,0              |
| 2019 | 783,5                | 158,0           | 941,5              |
| 2020 | 813,6                | 168,0           | 981,6              |
| 2021 | 832,2                | 168,0           | 1000,2             |
| 2022 | 950,9                | 174,0           | 1124,9             |
| 2023 | 994,0                | 174,5           | 1168,5             |
| 2024 | 1006,7               | 181,0           | 1187,7             |
| 2025 | 1099,6               | 165,1           | 1264,7             |

1. ↑  Inclusief een eenmalige bijdrage van € 40 miljoen ter compensatie van teruglopende STER-inkomsten.

## Bezuinigingen
Het kabinet-Balkenende I bezuinigde in 2004 op de publieke omroep: 64 miljoen euro. In 2006 volgde een additionele bezuiniging van 11 miljoen euro.
In 2010 kwam de financiering van de publieke omroep ter discussie vanwege vijf salarissen die boven de balkenendenorm liggen. Minister Van Bijsterveldt heeft aangegeven dat omroepen het verschil tussen de balkenendenorm en het salaris zelf zullen moeten bijleggen: enkele omroepen doen dit, enkele nog niet. Begin 2012 bleken 30 salarissen boven de balkenendenorm te liggen, waarvan zo'n tien presentatoren.
In 2012 moest de NPO fors inkrimpen. Er werd 127 miljoen euro bezuinigd. Dit leidde tot de verschillende omroepfusies.
In 2016 leidden salarissen van 3FM-dj Giel Beelen en andere omroepmedewerkers tot maatschappelijke ophef en afkeuring. Ook staatssecretaris Dekker en een groot deel van de Tweede Kamer reageerden. In 2015 verdiende Beelen 565.000 euro aan jaarsalaris en factureerde tevens voor promotie- en advieswerk. Dit terwijl de dj geen radioprogramma meer maakte. Dekker reageerde door te stellen dat 'het ons belastinggeld [is, en] dit soort exorbitante salarissen daar niet bij passen'. Als reactie op de regelmatige ontstaande commotie over salarissen bij de NPO werd een nieuwe Mediawet opgezet door staatssecretaris Dekker, teneinde om meer inzicht te verkrijgen in de uitgaven. 
In 2017 heeft de NPO een kanaal geïntroduceerd waarvoor kijkers afzonderlijk moeten betalen: NPO Plus. Hiervoor is toestemming gekregen van het kabinet. Daar wordt een deel van het programma-aanbod ondergebracht dat voorheen gratis via Uitzending Gemist kon worden bekeken door kijkers die niet in de gelegenheid waren de uitzending op het moment van uitzenden te volgen. Het kanaal beoogt voor de NPO, naast de financiering uit de belastingen, een belangrijke extra inkomstenbron te creëren.
Adverteerders bewegen mee met hun doelgroepen en steken hun advertentiebudget steeds meer in online reclame. Tot 2018 kon deze terugloop opgevangen worden vanuit de Algemene Mediareserve (AMr) zodat het budget van de NPO op peil kon blijven. Die reserve raakt echter uitgeput. Minister Slob vroeg in 2018 de NPO om de kosten voor 2019 op maximaal 740 miljoen euro te begroten. Dit bedrag lag 89 miljoen euro lager dan waar NPO conform de Mediawet op zou mogen rekenen. De NPO waarschuwde voor aanzienlijke verschraling, gedwongen ontslagen en verlies van talent. Voor de begroting 2019 kende het kabinet de NPO een eenmalige bijdrage van 40 miljoen toe, hierbij in acht nemende dat er wordt gewerkt aan een langetermijnvisie om de teruglopende kosten op te vangen.
Op 14 juni 2019 kondigde minister Arie Slob middels een Kamerbrief grote wijzigingen in het bestel aan. Door het opheffen van de STER-reclame tot 20.00 uur komen er minder inkomsten binnen. Het Rijk zal dit maar gedeeltelijk compenseren.
Minister Eppo Bruins maakte in zijn plannen bekend dat de NPO 156 miljoen euro moet gaan bezuinigen. De omroepen zelf reageerden hierop door de actie Bescherm De Publieke Omroep te starten. Met de actie hopen de omroepen dat de minister zijn plannen terug gaat draaien. De actie werd door meer dan 100.000 mensen gesteund.

## Websites
Naast de televisie- en radiozenders heeft de publieke omroep een groot aantal websites waarop afgestemd kan worden. Via het internet wordt informatie in de vorm van tekst, geluid en beeld verspreid. Verschillende omroepen onderhouden eigen websites. Een gezamenlijke website en mobiele app is NPO Start (voorheen UitzendingGemist.nl) voor het terugkijken van tv-programma's met de tv-gids en de radio- en tv-uitzendingen (live en achteraf). Hier zijn ook het vroegere Radiocast en Nederland 24 in ondergebracht. In 2005 werden (naar schatting) 350 websites verzorgd. Dit is een kleine daling ten opzichte van de 500 in 2004. De NPO maakte in juni 2013 bekend de websites van de afzonderlijke omroepen te willen onderbrengen bij NPO.nl. Daarnaast is er NPO Plus waar men tevens via NLziet programma's van commerciële omroepen kan (terug)zien. Bij NPO Plus heeft de NPO gemiste uitzendingen ondergebracht die voorheen gratis gezien konden worden, maar waarvoor sinds 2017 betaald moet worden.